# Дельта Кубани
Де́льта Куба́ни — одна из крупнейших дельт России, расположена в устье реки Кубань. Площадь дельты Кубани составляет около 4300 км² (1/4 от размера дельты Волги — крупнейшей в Европе). Это очень много, учитывая то, что годовой сток Кубани составляет лишь 5 % от волжского. Кубанская дельта занимает почти половину восточного берега Азовского моря, к бассейну которого относятся её воды. Устье основного рукава впадает в море вблизи Темрюка, однако обширная береговая линия дельты простирается от города Приморско-Ахтарск на севере до посёлка Нижнее Джемете на юге. Таким образом, в современную дельту Кубани попадает и Таманский полуостров, южная часть которого омывается водами Чёрного моря, что делает дельту Кубани одной из самых необычных дельт мира. Длина береговой линии в пределах дельты составляет около 280 км, из них около 160 км приходится на побережье Азовского моря и 120 — на побережье Чёрного моря. Современная вершина Кубанской дельты начинается в 116 км вверх от устья по основному руслу; у посёлка Раздеры недалеко от города Славянск-на-Кубани, где от Кубани отделяется вправо её крупнейший рукав Протока, уносящий до 40 % кубанской воды и впадающий в море у села Ачуево.

## Характеристика
Современная дельта Кубани представляет собой заболоченную приморскую низину с многочисленными лиманами, озёрами, протоками, островами и островками, ериками, обширными плавнями, заросшими камышом, тростником и осокой. Располагаясь на границе умеренного и субтропического климатов, дельта Кубани имеет богатую флору и фауну. Здесь уживаются как умеренные, так и акклиматизированные субтропические растения (лотос, рис). К 1980-м годам дельту Кубани освоил и довольно теплолюбивый обыкновенный шакал. Теперь в этом районе шакалы успешно размножаются в узких камышовых полосах между рисовыми чеками. Питает дельту река Кубань, берущая начало из ледников Кавказа, в том числе горы Эльбрус. Это вторая по значимости река, впадающая в Азовское море, после Дона. Длина Кубани — 870 км. Площадь водосборного бассейна — 57 900 км². Ежегодно с водосбора в дельту поступает около 13,5 км³ пресной воды, при этом около 2,5 км³ задерживается в болотах и плавнях, расходуется на испарение и просачивание. Сток с дельты в море относительно невелик — около 11,0 км³, причём он значительно снизился после создания Краснодарского водохранилища.